# Уральцевское
Уральцевское — село в Далматовском районе Курганской области. Административный центр Уральцевского сельсовета.

## История
В 1924 году на землях ранее принадлежавших Далматовскому Успенском мужскому монастырю была создана Тамакульская коммуна. По данным на 1926 год совхоз Тамакульский состоял из 15 хозяйств. В административном отношении входил в состав Ошурковского сельсовета Далматовского района Шадринского округа Уральской области. В середине 1950-х годов после объединения свиносовхозов Тамакульский и Уралец, в поселке расположилась центральная усадьба укрупненного совхоза «Уралец». По названию совхоза, в 1964 году, посёлку было присвоено название село Уральцевское.

## Население
| 1989 | 2002 | 2010 |
| ---- | ---- | ---- |
| 798  | ↘615 | ↘400 |

По данным переписи 1926 года в совхозе проживало 28 человек (18 мужчин и 10 женщин), в том числе: русские составляли 100 % населения.